# Hochmeisterkirche
Koordinaten: 52° 29′ 40,9″ N, 13° 18′ 0,2″ O
Die Hochmeisterkirche ist eine evangelische Kirche im Berliner Ortsteil Halensee des Bezirks Charlottenburg-Wilmersdorf. Sie entstand 1908–1910 für die heutige Evangelische Kirchengemeinde Halensee im Kirchenkreis Charlottenburg-Wilmersdorf, der zum Sprengel Berlin der Evangelischen Kirche Berlin-Brandenburg-schlesische Oberlausitz gehört.

## Lage
Das Gotteshaus steht auf dem Hochmeisterplatz, die postalische Anschrift lautet jedoch Westfälische Straße 70 a. Der dreieckige Platz gab auch den Planern vor, dass das Kirchengebäude nicht wie für Kirchen allgemein üblich geostet ist, sondern ihre Apsis mit dem Altar im Südsüdwesten steht. In Nordnordost befindet sich ein Vorbau mit dem Kirchturm.

## Baugeschichte
Der 1901 gegründete evangelische Kirchenbauverein initiierte den Bau der Kirche, weil es um die Jahrhundertwende (1906) im Ortsteil rund 9000 Protestanten gab; ein eigenes Kirchengebäude wurde als dringend notwendig betrachtet. Den Entwurf der Kirche erstellte der Maurermeister und Bauunternehmer Otto Schnock als Mitglied des Kirchbauvereins. Am 21. Oktober 1908 erfolgten die Grundstein, die Einweihung am 11. September 1910.
Die Kirche hieß zunächst nach dem nahe liegenden Platz Kirche am Hochmeisterplatz. Der römisch-katholische Deutsche Orden, nach dessen höchstem Amt, dem Hochmeister, der Platz benannt ist, hat jedoch keinerlei Beziehungen zur Kirche; sie war immer evangelisch. 1935 erhielt sie den Namen Hochmeisterkirche, wie sie schon lange vorher genannt wurde.
Die Baukosten aller Arbeiten – vom Erdaushub bis zur Einweihung – betrugen rund 315.000 Reichsmark.
Im Jahr 1935 wurde der Innenraum neu gestaltet, weil er dem damaligen Zeitgeist (des Nationalsozialismus) nicht mehr entsprach. Architekt Stahl-Urach und Pfarrer Max Kaiser erstellten ein vierseitiges Konzeptdazu. Darin heißt es: „„(l) Die innere Weihe, die Ruhe und die heilige Stille des Gotteshauses sollte um jeden Preis erhalten bleiben, ja sie sollte noch vertieft und gesteigert werden. (2) Aus diesem Grunde sollten aus der Kirche die unruhigen Bilder genommen werden, die bisher ohne innere Einheit und ohne eine letzte tiefe Bedeutung dort standen. Wir strebten danach, die Raumwirkung des Ganzen mehr hervorzuheben und die Einheitlichkeit der gesamten Stimmung zu vergrößern. Alle Augen und Herzen sollten noch mehr auf den Altar gerichtet sein. Das bisherige Altarbild zeigt im romanischen Kunststil den zwölfjährigen Jesusknaben, umgeben von einer großen Zahl jüdischer Schriftgelehrter und Pharisäer. Wir hielten dieses Bild an dieser Stelle nicht für richtig; auch der Stil in frühromanischer naiver Kunst hatte zu uns Menschen von heute kaum eine innere Beziehung. Über diesem Bild war ebenfalls in sehr naiver romanischer Kunst Gott-Vater dargestellt und zu den Seiten in einem Stil aus dem Anfang des neunzehnten Jahrhunderts Bilder aus dem Leben und der Verkündigung Jesu. Alle ohne einen inneren Zusammenhang. Statt dessen wollten wir den Altar in ein großes tiefes Blau hineinstellen, das die Unendlichkeit des Himmels abbilden sollte; in ihm sollte der Altar, der ebenfalls von jedem überladenen Schmuck befreit wurde, um so eindrucksvoller stehen.““ Und so wurden die bisherigen Bemalungen, Ornamente, die bunten Steine des Altars und weitere störende Details entfernt. Die Lampen wurden durch indirekte Beleuchtung ersetzt, die Wandflächen erhielten ein bräunliche Grundfarbe. Über dem Kirchenportal wurde der Name der Kirche in großen bronzenen deutschen Buchstaben angebracht.
Bei alliierten Luftangriffen auf Berlin im Zweiten Weltkrieg wurde der Bau zweimal von Bomben getroffen (März 1943, 1944), wobei rund ein Viertel des Bauwerks zerstört wurden. 1943 brannte nach einem Angriff der Dachstuhl aus und 1945 wurde der Kirchturm beschädigt. Die schweren Beschädigungen der Kirche sind auf der Kirchenhomepage abgebildet. Ab diesem Zeitpunkt bis zum ersten großen Aufräumen nach Kriegsende war die Kirche für Gottesdienste nicht mehr nutzbar.
Die schweren Kriegsschäden konnten mithilfe eines 1951 neu gegründeten Bauvereins trotz Materialproblemen ab 1953 durch die Gemeinde schrittweise beseitigt werden, dabei erfolgte jedoch eine vereinfachte Ausgestaltung. Die Planung und Leitung der Bauarbeiten lag in den Händen der Architekten Rettig und später Welzel.
Am 31. Oktober 1958 weihte der damalige Bischof von Berlin und Brandenburg Otto Dibelius, den Sakralbau wieder ein. Dieser Bauverein löste sich Ende der 1960er Jahre auf, nachdem es zuvor infolge einer Gemeindeaufspaltung zur Errichtung eines nahe gelegenen Kirchengebäudes, der Danielkirche, gekommen war.
Der Gemeindekirchenrat beschloss im Jahr 1985 eine umfassende Renovierung und teilweise Modernisierung. Durch Spenden und die Unterstützung durch den Kirchenkreis Wilmersdorf sowie die Landeskirche Berlin wurden die notwendigen finanziellen Mittel aufgebracht. Die Arbeiten waren in Bauabschnitte gegliedert, als erstes wurde die alte Dampfheizung gegen eine Fußbodenheizung ausgetauscht. Im zweiten Abschnitt erfolgten Erneuerungen der Inneneinrichtung und eine Umgestaltung des Kuppelgewölbes und die Asbestbeschichtung musste entfernt werden. Aus der ehemaligen Sakristei entstand ein nur mit einem Vorhang von der Altarapsis abgeteilter Raum für Meditation, Andacht und Predigtnachgespräch. Die Arbeiten waren 1988 abgeschlossen.

## Baubeschreibung

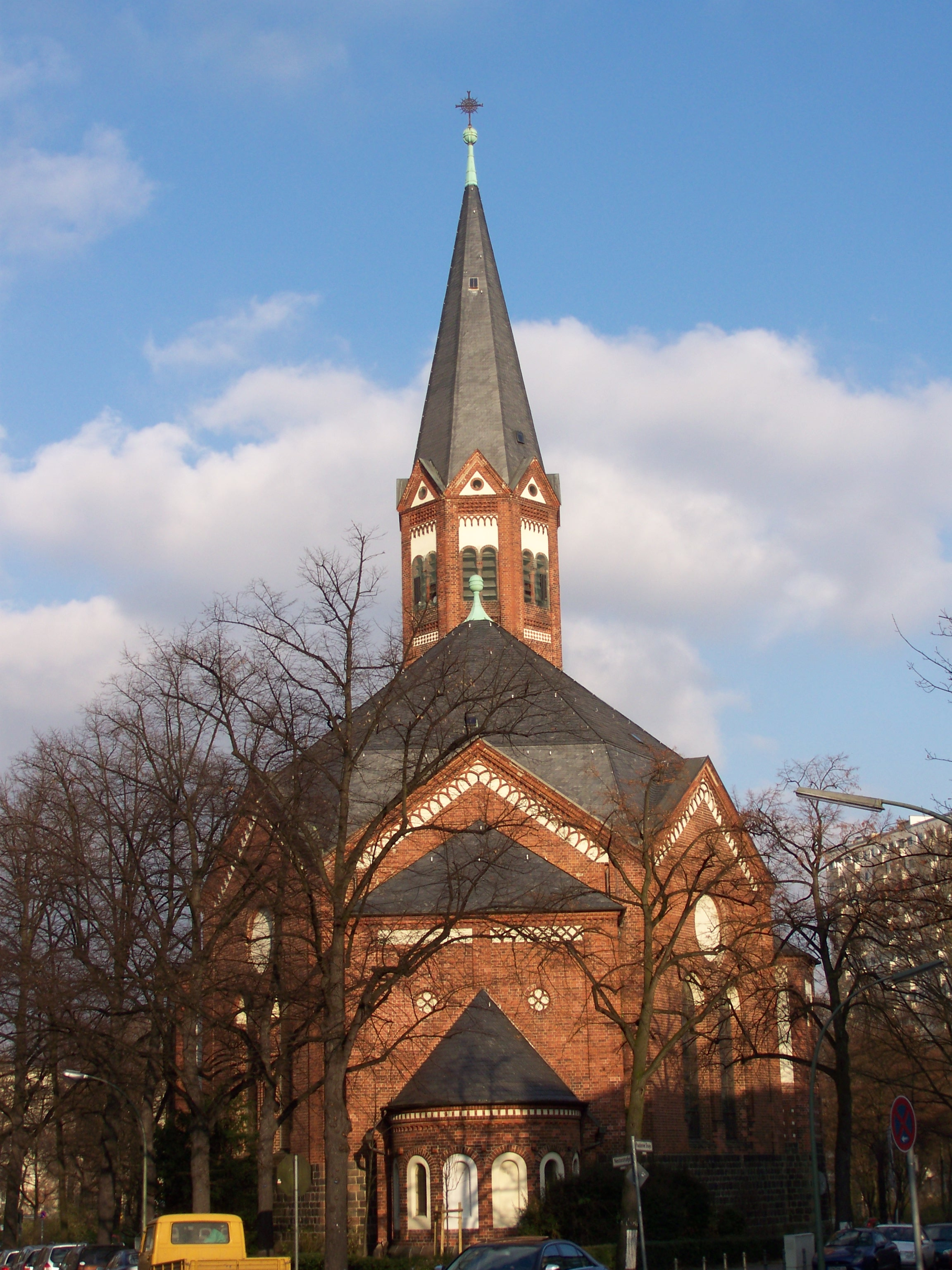
Hochmeisterkirche, Blick auf den Chor

Otto Schnock entwarf die Kirche im Stil der Neoromanik. Die Baubasis bildet ein Hausteinsockel, darüber zeigt der Bau rotes Backstein-Mauerwerk mit weißen Putzspiegeln.
Bemerkenswert ist der Grundriss: es handelt sich um einen sechseckigen Kirchenraum, dem an vier seiner Seiten jeweils ein Vorbau angefügt ist. Im Nordosten wurde der Kirchturm angebaut, im Südwesten der Chorraum und eine runde Sakristei. Die anderen beiden Anbauten sind Seitenschiffe und für Nebenkapellen vorgesehen. Das symmetrische Hauptschiff hat einen Durchmesser von 20 m, die lichte Höhe bis zum Scheitel des Gewölbes beträgt ebenfalls 20 m. Es ist mit einem großen Zeltdach abgeschlossen, in deren Mitte sich das Kreuz erhebt.
Der schlanke Kirchturm besitzt einen achteckigen Grundriss und ein entsprechendes Zeltdach. Er ist bis zur Spitze des Kreuzes 64,8 m hoch. Die bebaute Fläche des Kirchengebäudes beträgt 726 m2. In seinem Inneren sind die Kirchenglocken und eine Turmuhr installiert.
Der Turmunterbau bildet einen 72 m2 großen Vorraum, der als kleiner Versammlungssaal gedacht war. Er besitzt beidseitig zwei kleine Nischen, die jeweils mit einem gesonderten Kegeldach versehen sind.
Die Nebenkapellenbauten sind mit einem halben Zeltdach abgeschlossen. Der Turmeingang bildet zugleich das Portal der Kirche.
Im Inneren gibt es dreiseitig umlaufende Emporen, deren Brüstungen aus Sandstein bestehen. Die Treppen zu den Emporen sind freitragend, aus Granit gefertigt und mit schmiedeeisernem Geländer versehen.
Teile des Kirchengebäudes sind unterkellert, in diesen Räumen hatte anfangs die Dampfheizung samt der Heizvorräte ihren Platz und sie dienen heutzutage als Lagerräume.
Vor dem Eingang sind Tafeln angebracht, die 1987 aus dem zu Teilen zerstörten steinernen Altar gewonnen und mit Inschriften versehen wurden. Sie erinnern unter anderem an den Holocaust.

## Ausstattung

### Überblick
Zu Verbesserung der Raumakustik ließ die Kirchengemeinde in den 1970er Jahren eine dicke Dämmschicht auftragen, die allerdings aus Spritzasbest entstand.
Seit 1987 verfügt die Kirche über einen gefliesten Boden, der im Chor aus Marmor und im übrigen Bereich aus Keramikplatten über einer Fußbodenheizung besteht. Der ursprüngliche steinerne Altar wurde am Kriegsende stark beschädigt und durch einen solchen aus Zedernholz ersetzt, ebenso wurde die Bestuhlung erneuert. Insgesamt bietet der Kirchenraum rund 700 Sitzplätze.
Im Original waren die Wand- und Gewölbeflächen leicht einfarbig getönt und mit Ornamenten geschmückt. Der Bildhauer Günter Anlauf gestaltete die Kuppel neu und zwei Skulpturen im Kirchenraum.

### Altar, Kanzel, Taufe
Der Altar, die Kanzel und das Taufbecken bestanden aus Sandstein.
Das 3,80 m × 6,80 m große Altarbild mit dem Titel Ostern und die Auferstehung der Toten wurde von Dominique Rebourgeon geschaffen. Der ursprüngliche steinerne Altar trug ein Gemälde des Berliner Kirchenmalers Anton Schmitz, das den zwölfjährigen Jesus zeigte.
In der ehemaligen Sakristei hängt das Bild Das Tischtuch vom Heiligen Abendmahl des Leonardo da Vinci des Malers Manfred Sillner. Im Kirchenraum sind weitere Bilder aufgehängt, so auf der rechten Seite drei von Christian Bernhard Rode aus dem 18. Jahrhundert.

### Fenster, Gestühl, Beleuchtung
Die vier großen, rundbogigen Kirchenfenster mit farbigen Verglasungen wurden bei der Kirchenrenovierung nach einem Entwurf von Ernst Rettig in den 1950er Jahren neu gestaltet. Sie zeigen Symbole der vier Evangelisten.
Die ersten Bänke im Kirchenhauptschiff und auf den Emporen waren aus Kiefernholz gefertigt. Als Schmuck trugen sie ornamentierte Wangen aus Eichenholz.
Bei der Erstausstattung befand sich in der Mitte des Hauptschiffes ein Kronleuchter. Die Plätze unter den Emporen und die Emporen selbst sowie die Vorhalle wurden mit Wand- und Deckenleuchten ausgestattet.

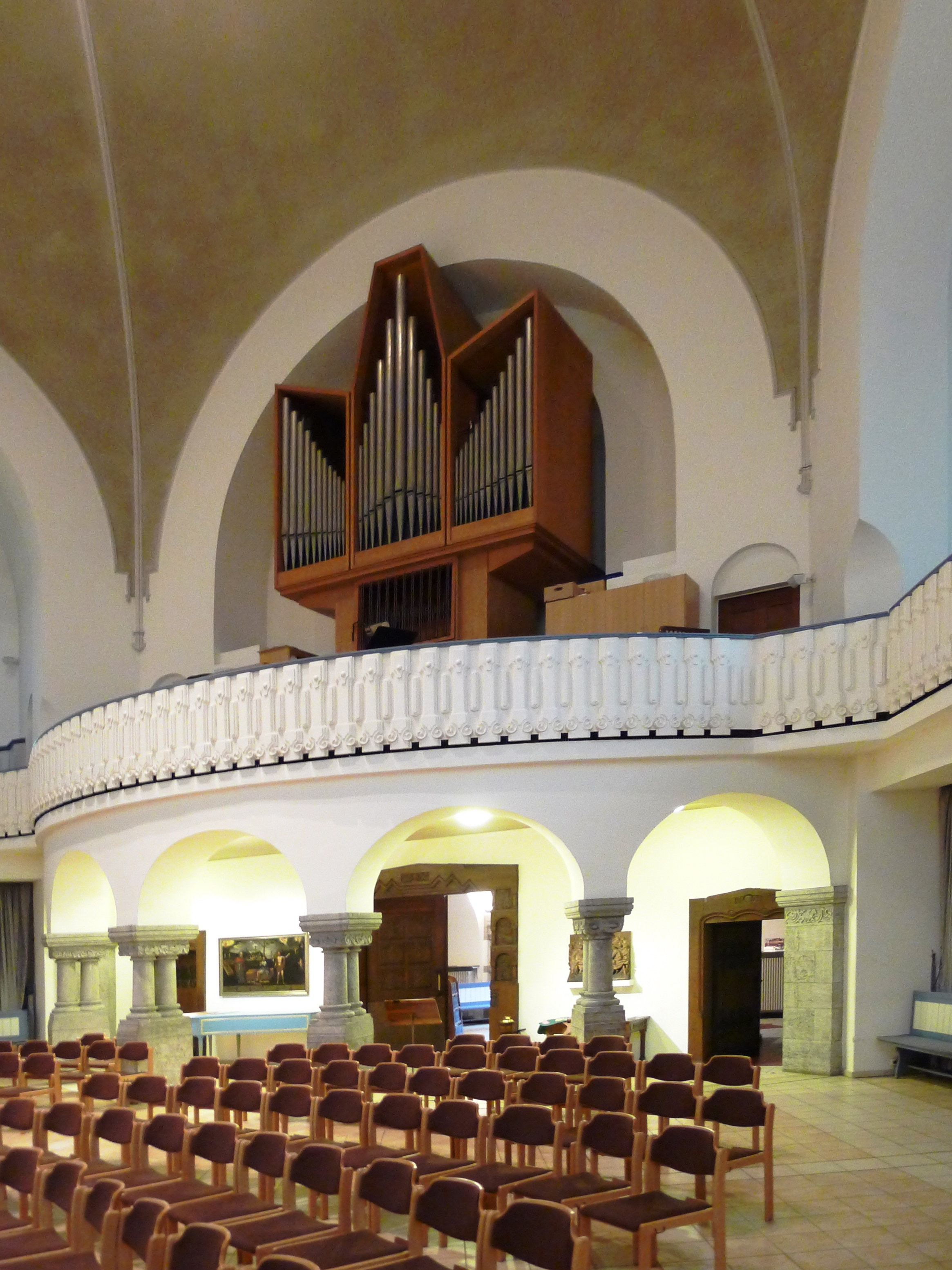
Empore mit Orgel

### Orgel
Die Orgel in der Kirche stammt aus der Werkstatt von Karl Schuke, deren Disposition in der Orgel-Databank verzeichnet ist. Sie ersetzte im Jahr 1959 die ursprüngliche Orgel der Werkstatt G. F. Steinmeyer & Co.

### Geläut
Während des Ersten Weltkriegs musste die Gemeinde das erste Geläut aus drei Bronzeglocken als Metallspende des deutschen Volkes zwecks umschmelzen für Kriegsgeräte abliefern. Daher goss der Bochumer Verein im Jahr 1921 drei Gussstahlglocken für diese Kirche neu. Die Inschriften des ersten Geläuts waren bekannt wund wurden hier wieder benutzt. Die Glockenweihe fand genau am 11. Jahrestag der Kirchenweihe, am 11. September 1921 statt.
|                       | Schlagton | Gewicht (kg) | Durchmesser (cm) | Höhe (cm) | Inschrift                                                                                         |
| --------------------- | --------- | ------------ | ---------------- | --------- | ------------------------------------------------------------------------------------------------- |
| Christusglocke        | e′        | 1127         | 139              | 110       | EINER IST EUER MEISTER, IHR ABER SEID ALLE BRÜDER.                                                |
| Paulusglocke          | g′        | 0724         | 117              | 104       | NUN ABER BLEIBEN GLAUBE, HOFFNUNG, LIEBE, DIESE DREI, ABER DIE LIEBE IST DIE GRÖSSTE UNTER IHNEN. |
| Oster- oder Betglocke | a′        | 0427         | 102              | 093       | ICH LEBE UND IHR SOLLT AUCH LEBEN.                                                                |

## Seelsorge
Folgende Pfarrer waren für die Seelsorge der Hochmeisterkirchgemeinde im Amt:
- Hans von Schierstedt (), Amtszeit 1910–1929[12]
- Pfr. Hopp 1929–1933[2]
- Albrecht Kaiser, zweite Pfarrstelle, Amtszeit 1912–1951[3][12]
- Friedrich Zunkel, 1933–1956[2][13]
- Max Ulich, dritte Pfarrstelle, Amtszeit 1917–1943[12]
- Heinz Jensch, dritte Pfarrstelle, Amtszeit 1946–1978[3]
- Arthur Borchers, zweite Pfarrstelle, Amtszeit 1951–[13]
- Horst Dingfinger, Amtszeit 1956–1956 (1/2 Jahr)[13]
- Pf. Söhngen, Amtszeit 1956–1964[13]
- Winfried Weinhold, vierte Pfarrstelle, Amtszeit 1959, 1. Mai–1984[14]
- Pfr. Scheider, 1988–1991[15]
- Joachim Christoph, vierte Pfarrstelle, Amtszeit 1984–1995[6]
- Pfr. Langner, –1991[15]
- Cornelia Benus-Dreyer, 1991–[15]
- Andreas Neumann, 1991–2005[15][16]
- Ursula Zohren-Busse, 2002–[16]
- Joachim Krätschell, 2005–[16]

Zur Ergänzung der Gemeindetätigkeit entstand zwischen Juni 1928 und September 1929 auf einem 1926 vom Gemeindekirchenrat hinzugekauften Baugrundstück ein Gemeindehaus mit drei Pfarrwohnungen, Küsterei, Hauswartwohnung, Kindergarten, Garderobe, Teeküche und Räumen für Unterricht und gesellige Treffs. Grundstückskauf und Baukosten konnten aus Kirchensteuer-Überschüssen und Spenden finanziert werden. Das Gebäude war der Siegerentwurf eines Architektenwettbewerbs, eingerichtet vom Regierungsbaumeisters a. D. Hans Jessen aus Berlin-Dahlem.
Zum umfangreichen Gemeindeleben gehören der Unterhalt eines Kirchenchors (bis 1999), die Durchführung von Kulturveranstaltungen, Buchlesungen, Kaffeetafeln usw. Dazu heißt es auf der Gemeindehomepage: „(Man will) auch bei knapper Kassenlage ein Ort für alle Altergruppen und ein Treffpunkt der Generationen sein.“